# Atletica leggera ai Giochi della XXV Olimpiade - 3000 metri siepi

Video della Finale (l'ultimo giro)

I 3000 metri siepi hanno fatto parte del programma maschile di atletica leggera ai Giochi della XXV Olimpiade. La competizione si è svolta nei giorni 3-7 agosto 1992 allo Stadio del Montjuic di Barcellona.

## Presenze ed assenze dei campioni in carica
| Competizione         | Atleta            | Prestazione | Barcellona 1992 |
| -------------------- | ----------------- | ----------- | --------------- |
| Olimpiadi 1988       | Julius Kariuki    | 8'05”51     | Non qual.       |
| Commonwealth 1990    | Julius Kariuki    | 8'20”64     | Non qual.       |
| Goodwill Games 1990  | Brian Diemer      | 8'32”24     | Presente        |
| Europei 1990         | Francesco Panetta | 8'12”66     | Assente         |
| Asiatici 1990        | Kazuhito Yamada   | 8'34”64 =   | Non qual.       |
| Africani 1991        | Moses Kiptanui    | 8'27”09     | Non qual.       |
| Mondiali 1991        | Moses Kiptanui    | 8'12”59     | Non qual.       |
|                      |                   |             |                 |
| Mondiali junior 1988 | William Chemitei  | 8'41”61     | Assente         |

## Risultati

### Turni eliminatori
| 4 Batterie   | 3 agosto | 33 partenti    | Si qualificano i primi 6. |
| 2 Semifinali | 5 agosto | 12 + 12        | Si qualificano i primi 4. |
| Finale       | 7 agosto | 16 concorrenti |                           |

### Finale
| Primatista mondiale   | 8'05"35 (1989)    | Peter Koech     | N. Qual. |
| Primatista stagionale | 8'11"27, 4 luglio | Azzedine Brahmi | Presente |

Ci si attende un dominio del Kenya; in effetti la previsione si realizza. Dopo un primo giro lento William Mutwol accelera il passo ed i tre kenioti si lasciano alle spalle tutti gli altri. Per cercare di resistere, l'algerino Brahmi allunga il passo ed inciampa su Birir, che cade. Il keniota si rialza in fondo al gruppo, ma recupera senza difficoltà la testa della corsa, fa salire di nuovo il ritmo e va a vincere.

Alessandro Lambruschini porta a casa un altro quarto posto, come ai Giochi di Seul di quattro anni prima. Ha la consolazione di essere il primo dei siepisti europei.
| Pos | Paese | Atleta         | Tempo   |
| --- | ----- | -------------- | ------- |
|     | Kenya | Matthew Birir  | 8'08"84 |
|     | Kenya | Patrick Sang   | 8'09"55 |
|     | Kenya | William Mutwol | 8'10"74 |

È la prima tripletta keniota nei 3000 siepi. Il paese africano aveva già occupato i primi due gradini del podio nella specialità nel 1968, nel 1972 e nel 1988.